# Pachycarpus
Pachycarpus är ett släkte av oleanderväxter. Pachycarpus ingår i familjen oleanderväxter.

## Dottertaxa tillPachycarpus, i alfabetisk ordning[1]
- Pachycarpus acidostelma
- Pachycarpus appendiculatus
- Pachycarpus asperifolius
- Pachycarpus bisacculatus
- Pachycarpus campanulatus
- Pachycarpus concolor
- Pachycarpus coronarius
- Pachycarpus decorus
- Pachycarpus distinctus
- Pachycarpus eximius
- Pachycarpus firmus
- Pachycarpus galpinii
- Pachycarpus goetzei
- Pachycarpus grandiflorus
- Pachycarpus grantii
- Pachycarpus lebomboensis
- Pachycarpus linearis
- Pachycarpus lineolatus
- Pachycarpus mackenii
- Pachycarpus macrochilus
- Pachycarpus medusonema
- Pachycarpus natalensis
- Pachycarpus pachyglossus
- Pachycarpus petherickianus
- Pachycarpus plicatus
- Pachycarpus reflectens
- Pachycarpus richardsiae
- Pachycarpus rigidus
- Pachycarpus robustus
- Pachycarpus rostratus
- Pachycarpus scaber
- Pachycarpus schinzianus
- Pachycarpus spurius
- Pachycarpus stelliceps
- Pachycarpus suaveolens
- Pachycarpus vexillaris